# 田中町 (大分市)
田中町（たなかまち）は、大分県大分市の地名。現行行政地名は田中町一丁目から田中町三丁目。住居表示実施済区域。

## 地理
大分市の中心部に位置し、東に二又町、南東に豊饒、南に畑中、南西に明磧町、西に大字荏隈、北西に永興、北東に三ケ田町と接している。

## 歴史

### 沿革
- 2020年（令和2年）1月11日 - 住居表示を実施に伴い、大字奥田、大字奥田田中町、大字奥田明磧、明磧町の各一部（通称は田中町、明磧町、二又町（各一部））から、田中町一丁目から田中町三丁目を新設[5]。

### 町名の変遷
| 実施後       | 実施年月日               | 実施前（各町名ともその一部）                                                                        |
| ------------ | ------------------------ | --------------------------------------------------------------------------------------------------- |
| 田中町一丁目 | 2020年（令和2年）1月11日 | 公称:大字奥田、大字奥田田中町（各一部） 通称:田中町、二又町（各一部）                               |
| 田中町二丁目 | 2020年（令和2年）1月11日 | 公称:大字奥田、大字奥田田中町（各一部） 通称:田中町、明磧町（各一部）                               |
| 田中町三丁目 | 2020年（令和2年）1月11日 | 公称:大字奥田、大字奥田明磧、明磧町、大字奥田田中町（各一部） 通称:田中町、明磧町、二又町（各一部） |

## 世帯数と人口
2022年（令和4年）3月31日現在（大分市発表）の世帯数と人口は以下の通りである。
| 丁目         | 世帯数    | 人口    |
| ------------ | --------- | ------- |
| 田中町一丁目 | 546世帯   | 1,075人 |
| 田中町二丁目 | 464世帯   | 945人   |
| 田中町三丁目 | 429世帯   | 911人   |
| 計           | 1,439世帯 | 2,931人 |

## 学区
市立小・中学校に通う場合、学区は以下の通りとなる（2022年4月時点）。
| 丁目         | 番・番地等 | 小学校               | 中学校               |
| ------------ | ---------- | -------------------- | -------------------- |
| 田中町一丁目 | 全域       | 大分市立南大分小学校 | 大分市立南大分中学校 |
| 田中町二丁目 | 全域       | 大分市立南大分小学校 | 大分市立南大分中学校 |
| 田中町三丁目 | 全域       | 大分市立南大分小学校 | 大分市立南大分中学校 |

## 交通
- 国道442号
- 大分県道207号大分挾間線

## 施設
- コープ南大分[7]
- 大分銀行 南支店[8]

## その他

### 日本郵便
- 郵便番号 : 870-0852[2]（集配局 : 大分中央郵便局[9]）。